# Odrzywół (gemeente)
De gemeente Odrzywół is een landgemeente in het Poolse woiwodschap Mazovië, in powiat Przysuski.
De zetel van de gemeente is in Odrzywół.
Op 30 juni 2004 telde de gemeente 4281 inwoners.

## Oppervlakte gegevens
In 2002 bedroeg de totale oppervlakte van gemeente Odrzywół 94,83 km², waarvan:
- agrarisch gebied: 70%
- bossen: 25%

De gemeente beslaat 11,84% van de totale oppervlakte van de powiat.

## Demografie
Stand op 30 juni 2004:
| Omschrijving                   | Totaal | Totaal | Vrouwen | Vrouwen | Mannen | Mannen |
| ------------------------------ | ------ | ------ | ------- | ------- | ------ | ------ |
| eenheid                        | aantal | %      | aantal  | %       | aantal | %      |
| inwoners                       | 4281   | 100    | 2136    | 49,9    | 2145   | 50,1   |
| bevolkingsdichtheid (inw./km²) | 45,1   | 45,1   | 22,5    | 22,5    | 22,6   | 22,6   |

In 2002 bedroeg het gemiddelde inkomen per inwoner 1358,8 zł.

## Administratieve plaatsen (sołectwo)
Ceteń, Dąbrowa, Jelonek, Kamienna Wola, Kłonna, Kolonia Ossa, Lipiny, Łęgonice Małe, Myślakowice, Myślakowice-Kolonia, Odrzywół, Ossa, Różanna, Stanisławów, Wandzinów, Wysokin.

## Aangrenzende gemeenten
Drzewica, Klwów, Nowe Miasto nad Pilicą, Poświętne, Rusinów, Rzeczyca